# Silva Ridge
Silva Ridge ist ein Gebirgskamm im ostantarktischen Viktorialand. In der Mesa Range führt er zum Gipfel der Sheehan Mesa an deren nordöstlicher Seite.
Wissenschaftler einer von 1962 bis 1963 durchgeführten Kampagne im Rahmen der New Zealand Geological Survey Antarctic Expedition benannten ihn nach dem lateinischen Wort für „Wald“. Hintergrund dieser Benennung sind Baumfossilien, die inmitten des Gebirgskamms gefunden wurden.